# El Quebracho
El Quebracho é uma junta de governo da província de Entre Ríos, na Argentina.